# GaWC
Le GaWC (Globalization and World Cities Research Network) en français : « Réseau d’étude sur la mondialisation et les villes mondiales » est un think tank basé dans le département de géographie de l'université de Loughborough, en Angleterre, qui étudie les relations entre les villes mondiales dans le contexte de la mondialisation.
Fondé en 1998 par le géographe Peter J. Taylor, il est l'un des plus connus dans la classification des villes mondiales dans les catégories alpha, bêta et gamma, basée sur leur connectivité internationale. Il fonde ses critères selon l'insertion de la ville dans le réseau des firmes de services supérieurs aux entreprises. Les résultats sont donnés après avoir effectué des enquêtes qualitatives dans 263 villes.

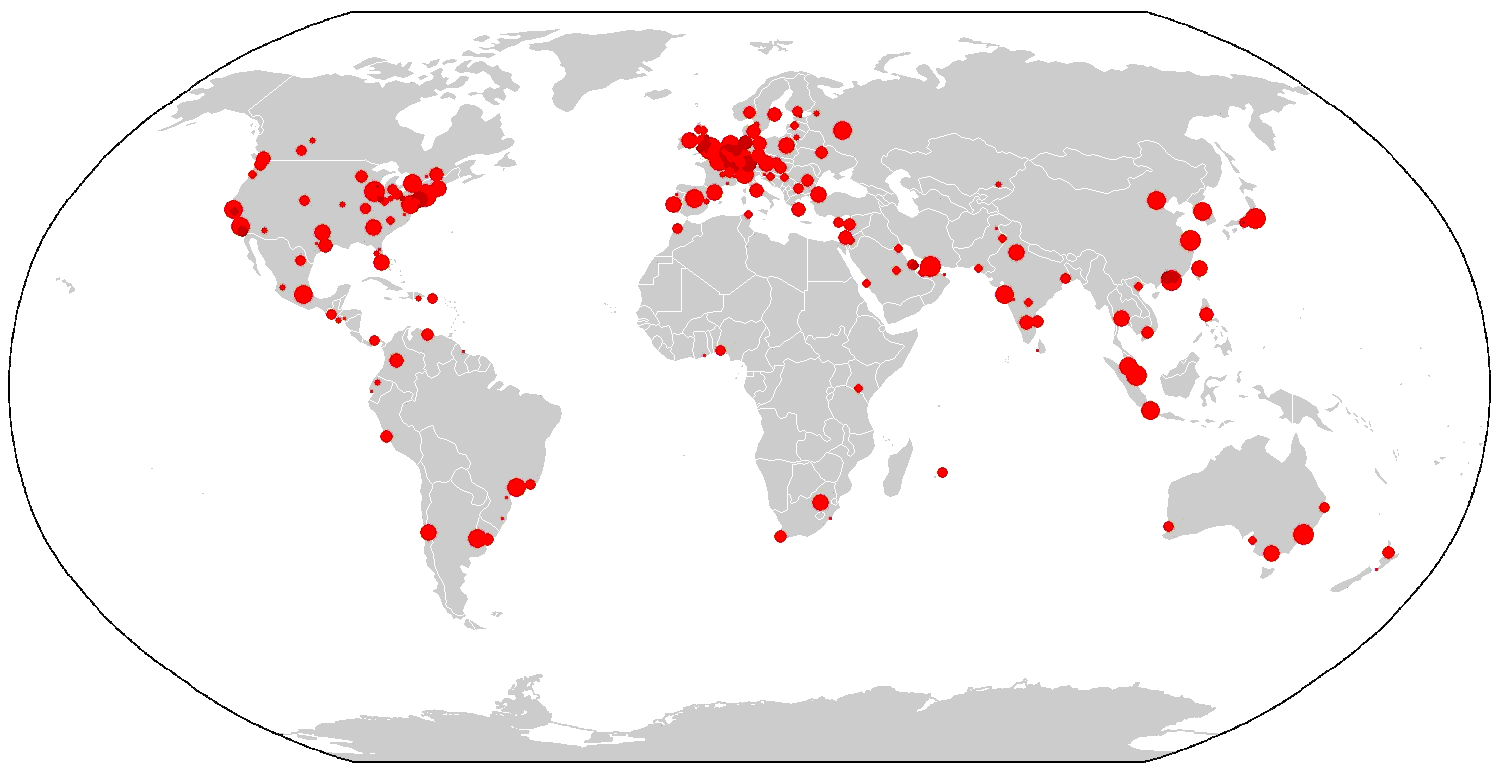
La répartition des villes classées « villes mondiales » dans le monde selon le GaWC

## Classement des «villes mondiales» d'après le GaWC en 2024

### Alpha ++
- Londres
- New York

### Alpha +
- Hong Kong
- Beijing
- Singapour
- Shanghai
- Paris
- Dubaï
- Tokyo
- Sydney

### Alpha
- Séoul
- Milan
- Toronto
- Francfort
- Chicago
- Jakarta
- Sao Paulo
- Mexico City
- Mumbai
- Madrid
- Varsovie
- Guangzhou
- Istanbul
- Amsterdam
- Bangkok
- Los Angeles
- Kuala Lumpur

### Alpha-
- Luxembourg
- Taipei
- Shenzhen
- Bruxelles
- Zurich
- Buenos Aires
- Melbourne
- San Francisco
- Riyad
- Santiago
- Düsseldorf
- Stockholm
- Washington DC
- Vienne
- Lisbonne
- Munich
- Dublin
- Houston
- Berlin
- Johannesburg
- Boston
- New Delhi

Le classement se décline ensuite en d'autres catégories, incluant des villes jugées de moindre importance au niveau de leur intégration à la mondialisation, selon des critères décroissants (Bêta (Barcelone, Montréal...), Gamma (Tunis, Islamabad, Turin), High Sufficiency (Alger, Libreville, Moscou)).